# Herlev Bladet
Herlev Bladet er en lokalavis for Herlev Kommune, der i sin trykte udgave gratis husstandsomdeles til kommunens borgere hver onsdag. Avisen omdeles endvidere i bydelen Skovlunde, der hører under Ballerup Kommune, og desuden i dele af Mørkhøj, Søborg, Ejby, Glostrup og Rødovre.

## Andre kanaler
Herlev Bladets printavis udgives med samme indhold også elektronisk på e-pages.dk.
Herlev Bladet udgiver endvidere websiden heleherlev.dk, ligesom ugeavisen har en profil på Facebook, Instagram og Twitter.
Lokalavisens printversion har et oplag på 24.886 ifølge Dansk Oplags Kontrol.

## Udgiver
Herlev Bladet ejes og drives af Fonden Herlev Bladet, og fonden har derudover til formål sikre, at herlevborgerne til stadighed modtager en avis, der understøtter lokaldemokratiet og lokalsamfundet. Herlev Bladet skal desuden indeholde lokaljournalistik af høj kvalitet og danne grundlag for en oplyst og fremadrettet debat.

## Støttevirksomhed
Fonden Herlev Bladet anvender driftsoverskud fra Herlev Bladet sammen med afkast fra fondskapitalen til at udvikle og støtte kultur-, fritids-, forenings- og idrætslivet i Herlev Kommune gennem uddeling af fondsdonationer.

## Prisbelønnet lokaljournalistik
Herlev Bladet er mange år i træk blevet hædret af Brancheforeningen Ugeaviserne for sin journalistik. De senere år er det blevet til:
- 2007	Ugeavisernes Specialpris
- 2008	Sølv og bronze
- 2009	Guld
- 2010	Sølv og bronze
- 2011	Sølv og bronze
- 2014	Guld
- 2016	Sølv
- 2017	Sølv
- 2018	Sølv og bronze
- 2019	Sølv

## Betalingsmur
Herlev Bladet indførte i begyndelsen af 2020 såkaldt mikrobetaling, så det kræver betaling at tilgå dele af indholdet på nettet.